# 劉伯承

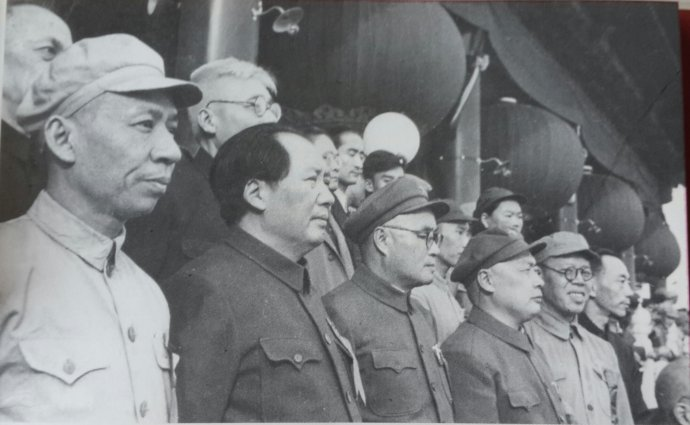
天安門上での中華人民共和国開国大典で、（左から）劉少奇・毛沢東・劉伯承･陳毅･李立三　（1949年10月1日）

劉 伯承（りゅう はくしょう、1892年12月4日 - 1986年10月7日）は、中華人民共和国の軍人・政治家。中華人民共和国元帥。

## 経歴
四川省（現在は重慶市）開県で旅回りの楽士の子として生まれる。1911年の辛亥革命では重慶軍政府に参加。1912年重慶軍政府将校学堂に入学。1914年、孫文の指導する中華革命党に入党。朱徳らとともに北伐に参加。1926年中国共産党に入党。1927年の南昌蜂起で参謀長として指揮。1928年からモスクワのM.V.フルンゼ名称軍事アカデミーに留学。1930年帰国。長征では党中央軍事委総参謀長として指揮をとった。抗日戦線では八路軍第129師団長。

1945年からは晋冀魯豫軍区、中原野戦軍、中国人民解放軍第2野戦軍の司令員として同郷の鄧小平（政治委員）と組み、国民党との戦いにたびたび勝利し、1949年の中華人民共和国建国に大きく貢献した。第2野戦軍は当時、劉鄧軍と称された。

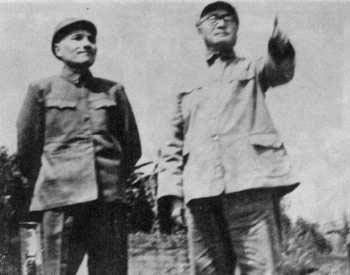
鄧小平（左）と語る劉伯承（1949年）

1955年、十大元帥の一人（序列4位）に選ばれる。1956年9月28日、第8期1中全会で中共中央政治局委員に選出。1958年林彪と対立して失脚。1966年党中央軍事委副主席、全人代常務委副委員長。
過去の戦闘中に片目を失明したため、普段は眼鏡をかけていた。「独眼竜将軍」の異名を持ち、「軍神」とも呼ばれた。劉将軍とも。
鄧小平との友好関係（「劉鄧不可分」）は生涯続いた。鄧小平の有名な「白猫黒猫論」は元々、四川の諺であり、最初に提唱したのは同郷の劉伯承であった。
1986年10月7日死去。享年95（満93歳没）。十大元帥の中で最も長命を保った。